# Lijst van titelkerken
Hieronder volgt een lijst van titelkerken in Rome met een overzicht van de huidige tituli (kardinaal-priesters).
| Naam                                                              | Afbeelding | Titulus                                         | Titelkerk sinds  | Opmerkingen |
| ----------------------------------------------------------------- | ---------- | ----------------------------------------------- | ---------------- | ----------- |
| Sant’Agnese fuori le mura                                         |            | Camillo Ruini                                   | 5 oktober 1654   |             |
| Sant'Agostino                                                     |            | Jean-Pierre Ricard                              | 13 april 1587    |             |
| Sant'Alberto Magno                                                |            | Virgílio do Carmo da Silva SDB                  | 19 november 2016 |             |
| Santi Ambrogio e Carlo                                            |            | vacant sinds 5 augustus 2017                    | 7 juni 1967      |             |
| Sant'Anastasia                                                    |            | vacant sinds 20 oktober 2024                    | 1 maart 499      |             |
| Sant'Andrea al Quirinale                                          |            | Odilo Scherer                                   | 21 februari 1998 |             |
| Sant'Andrea della Valle                                           |            | Dieudonné Nzapalainga                           | 12 maart 1960    |             |
| Sant'Andrea delle Fratte                                          |            | Ennio Antonelli                                 | 12 maart 1960    |             |
| Santi Andrea e Gregorio al Monte Celio                            |            | Francesco Montenegro                            | 8 juni 1839      |             |
| Sant'Angela Merici                                                |            | Sigitas Tamkevičius S.J.                        | 22 februari 2014 |             |
| Sant'Antonio in via Merulana                                      |            | vacant sinds 4 juni 2022                        | 12 maart 1960    |             |
| Sant'Antonio da Padova in Via Tuscolana                           |            | Jean Zerbo                                      | 5 maart 1973     |             |
| Sant'Antonio in Campo Marzio                                      |            | Manuel Macário do Nascimento Clemente           | 21 februari 2001 |             |
| Santi Aquila e Priscilla                                          |            | Juan García Rodríguez                           | 26 november 1994 |             |
| Sant'Atanasio                                                     |            | Lucian Mureșan                                  | 22 februari 1962 |             |
| Sant'Atanasio a Via Tiburtina                                     |            | Gabriel Zubeir Wako                             | 28 juni 1991     |             |
| Santa Balbina                                                     |            | vacant sinds 29 maart 2023                      | 600              |             |
| San Bartolomeo all'Isola                                          |            | Blase Joseph Cupich                             | 6 juli 1517      |             |
| Santa Beata Maria Vergine Addolorata a piazza Buenos Aires        |            | vacant sinds 8 augustus 2025                    | 7 juni 1967      |             |
| Beata Vergine Maria del Monte Carmelo a Mostacciano               |            | Anthony Olubumni Okogie                         | 28 juni 1988     |             |
| San Bernardo alle Terme                                           |            | George Alencherry                               | 19 mei 1670      |             |
| San Bonaventura da Bagnoregio                                     |            | Joseph Coutts                                   | 28 juni 2018     |             |
| Santi Bonifacio e Alessio                                         |            | Paulo Costa                                     | 1587             |             |
| San Callisto                                                      |            | Wim Eijk                                        | 6 juli 1517      |             |
| San Camillo de Lellis                                             |            | Juan Luis Cipriani Thorne                       | 5 februari 1965  |             |
| Santa Cecilia in Trastevere                                       |            | Gualtiero Bassetti                              | 4e eeuw          |             |
| Santa Chiara a Vigna Clara                                        |            | Vinco Puljic                                    | 29 april 1969    |             |
| San Clemente                                                      |            | Arrigo Miglio                                   | 600              |             |
| San Corbiniano                                                    |            | Reinhard Marx                                   | 20 november 2010 |             |
| San Crisogono                                                     |            | Andrew Yeom Soo-jung                            | 112              | [ bron? ]   |
| Santa Croce in Gerusalemme                                        |            | Juan José Omella Omella                         | 600              |             |
| Santa Croce in Via Flaminia                                       |            | Sérgio da Rocha                                 | 5 februari 1965  |             |
| Sacro Cuore di Gesù agonizzante a Vitinia                         |            | vacant sinds 4 oktober 2023                     | 29 april 1969    |             |
| Sacro Cuore di Maria                                              |            | Julius Riyada Darmaatmadja S.J.                 | 5 februari 1965  |             |
| Santi Cuori di Gesù e Maria a Tor Fiorenza                        |            | Edoardo Menichelli                              | 14 februari 2015 |             |
| Santa Dorotea                                                     |            | Jorge Jiménez Carvajal                          | 12 juni 2014     |             |
| Sant'Emerenziana a Tor Fiorenza                                   |            | Jean-Pierre Kutwa                               | 5 maart 1973     |             |
| Sant'Eusebio                                                      |            | Daniel DiNardo                                  | 25 juni 1877     |             |
| Santi Fabiano e Venanzio a Villa Fiorelli                         |            | Carlos Aguiar Retes                             | 5 maart 1973     |             |
| San Felice da Cantalice a Centocelle                              |            | vacant sinds 24 mei 2025                        | 29 april 1969    |             |
| San Francesco a Ripa                                              |            | Norberto Rivera Carrera                         | 12 maart 1960    |             |
| San Francesco d'Assisi ad Acilia                                  |            | Wilfrid Fox Napier O.F.M.                       | 21 februari 2001 |             |
| San Frumenzio ai Prati Fiscali                                    |            | Robert McElroy                                  | 28 juni 1988     |             |
| San Gabriele Arcangelo all'Acqua Traversa                         |            | Fridolin Ambongo Besungu O.F.M. Cap.            | 28 juni 1988     |             |
| San Gabriele dell’Addolorata                                      |            | Júlio Duarte Langa                              | 14 februari 2015 |             |
| Santa Galla                                                       |            | Daniel Sturla Berhouet                          | 14 februari 2015 |             |
| San Gerardo Maiella                                               |            | Rubén Salazar Gómez                             | 26 november 1994 |             |
| Gesù Divino Lavoratore                                            |            | Christoph Schönborn O.P.                        | 29 april 1969    |             |
| Gesù Divino Maestro alla Pineta Sacchetti                         |            | vacant sinds 22 december 2023                   | 29 april 1969    |             |
| San Giacomo in Augusta                                            |            | Chibly Langlois                                 | 22 februari 2014 |             |
| San Gioacchino ai Prati di Castello                               |            | Leopoldo José Brenes Solórzano                  | 12 maart 1960    |             |
| Santi Gioacchino e Anna al Tuscolano                              |            | Toribio Ticona Porco                            | 28 juni 1988     |             |
| San Giovanni a Porta Latina                                       |            | Adalberto Martínez Flores                       | 6 juli 1517      |             |
| San Giovanni dei Fiorentini                                       |            | Giuseppe Petrocchi                              | 12 maart 1960    |             |
| San Giovanni Battista de Rossi                                    |            | John Ribat                                      | 29 april 1969    |             |
| San Giovanni Crisostomo a Monte Sacro Alto                        |            | Jean-Claude Hollerich S.J.                      | 29 april 1969    |             |
| Santi Giovanni e Paolo                                            |            | Jozef De Kesel                                  | 5e eeuw          |             |
| San Giovanni Evangelista a Spinaceto                              |            | Álvaro Leonel Ramazzini Imeri                   | 25 mei 1985      |             |
| Santi Giovanni Evangelista e Petronio                             |            | Baltazar Porras Cardozo                         | 25 mei 1985      |             |
| San Giovanni Maria Vianney                                        |            | Rainer Maria Woelki                             | 18 februari 2012 |             |
| San Girolamo a Corviale                                           |            | Luis Héctor Villalba                            | 14 februari 2015 |             |
| San Girolamo dei Croati                                           |            | Josip Bozanić                                   | 8 februari 1566  |             |
| San Giuseppe all’Aurelio                                          |            | Gérald Lacroix                                  | 28 juni 1991     |             |
| San Giuseppe da Copertino                                         |            | José Luis Lacunza Maestrojuán                   | 14 februari 2015 |             |
| San Giustino                                                      |            | Jean-Baptiste Pham Minh Mân                     | 21 oktober 2003  |             |
| Gran Madre di Dio                                                 |            | Angelo Bagnasco                                 | 5 februari 1965  |             |
| San Gregorio Barbarigo alle Tre Fontane                           |            | Désiré Tsarahazana                              | 5 maart 1973     |             |
| San Gregorio Magno alla Magliana Nuova                            |            | vacant sinds 26 augustus 2023                   | 21 februari 2001 |             |
| San Gregorio VII                                                  |            | Baselios Cleemis                                | 29 april 1969    |             |
| Sant' Ippolito                                                    |            | John Dew                                        | 14 februari 2015 |             |
| San Ireneo a Centocelle                                           |            | Charles Maung Bo                                | 14 februari 2015 |             |
| San Leonardo da Porto Maurizio ad Acilia                          |            | Leonardo Steiner O.F.M.                         | 19 november 2016 |             |
| San Leone Magno                                                   |            | Cristóbal López Romero S.D.B.                   | 5 februari 1965  |             |
| San Liborio                                                       |            | Peter Turkson                                   | 21 februari 2001 |             |
| San Lorenzo in Damaso                                             |            | Antonio María Rouco Varela                      | 112              |             |
| San Lorenzo in Lucina                                             |            | Malcolm Ranjith                                 | 684              |             |
| San Lorenzo in Panisperna                                         |            | Michael Kitbunchu                               | 6 juli 1517      |             |
| San Luca a Via Prenestina                                         |            | vacant sinds 26 september 2021                  | 29 april 1969    |             |
| Santa Lucia a Piazza d’Armi                                       |            | Théodore-Adrien Sarr                            | 5 maart 1973     |             |
| San Luigi dei Francesi                                            |            | vacant sinds 18 juli 2025                       | 7 juni 1967      |             |
| San Luigi Maria Grignion de Montfort                              |            | Felipe Arizmendi Esquivel                       | 28 juni 1991     |             |
| Santi Marcellino e Pietro                                         |            | Dominik Duka                                    | 590              |             |
| San Marcello al Corso                                             |            | Giuseppe Betori                                 | 304              |             |
| San Marco                                                         |            | Angelo De Donatis                               | 336              |             |
| San Marco in Agro Laurentino                                      |            | Alexandre do Nascimento                         | 5 maart 1973     |             |
| Santa Maria Addolorata                                            |            | Kriengsak Kovithavanij                          | 14 februari 2015 |             |
| Santa Maria ai Monti                                              |            | Jean-Marc Aveline                               | 12 maart 1960    |             |
| Santa Maria Consolatrice al Tiburtino                             |            | Philippe Nakellentuba Ouédraogo                 | 29 april 1969    |             |
| Santa Maria degli Angeli e dei Martiri                            |            | Anders Arborelius                               | 15 mei 1565      |             |
| Santa Maria della Pace                                            |            | Francisco Javier Errázuriz Ossa                 | 13 april 1587    |             |
| Santa Maria della Salute a Primavalle                             |            | vacant sinds 30 mei 2024                        | 29 april 1969    |             |
| Santa Maria della Speranza                                        |            | Óscar Andrés Rodríguez Maradiaga S.D.B.         | 21 februari 2001 |             |
| Santa Maria della Vittoria                                        |            | Sean Patrick O'Malley O.F.M.Cap.                | 23 december 1801 |             |
| Santa Maria delle Grazie a Via Trionfale                          |            | Joseph William Tobin                            | 25 mei 1985      |             |
| Santa Maria del Popolo                                            |            | Stanisław Dziwisz                               | 13 april 1587    |             |
| Santa Maria della Presentazione                                   |            | Francisco Robles Ortega                         | 24 november 2007 |             |
| Santa Maria di Monserrato                                         |            | vacant sinds 27 april 2022                      | 21 oktober 2003  |             |
| Santa Maria Domenica Mazzarello                                   |            | vacant sinds 10 januari 2023                    | 21 februari 2001 |             |
| Santa Maria Immacolata al Tiburtino                               |            | Raymundo Damasceno Assis                        | 29 april 1969    |             |
| Santa Maria Immacolata a Grottarossa                              |            | Wilton Daniel Gregory                           | 25 mei 1985      |             |
| Santa Maria Immacolata di Lourdes a Boccea                        |            | vacant sinds 27 november 2022                   | 25 mei 1985      |             |
| Santa Maria in Aracoeli                                           |            | Salvatore De Giorgi                             | 10 juli 1517     |             |
| Santa Maria in Transpontina                                       |            | Marc Ouellet P.S.S.                             | 13 april 1587    |             |
| Santa Maria in Trastevere                                         |            | Carlos Osoro Sierra                             | 112              |             |
| Santa Maria in Vallicella                                         |            | Ricardo Blázquez Pérez                          | 18 december 1937 |             |
| Santa Maria in Via                                                |            | Filipe Neri António Sebastião do Rosário Ferrão | 4 december 1551  |             |
| Santa Maria Madre della Providenza a Monte Verde                  |            | Orani João Tempesta                             | 29 april 1969    |             |
| Santa Maria Madre del Redentore a Tor Bella Monaca                |            | Joseph Zen Ze-Kiun S.D.B.                       | 28 juni 1988     |             |
| Santa Maria Nuova                                                 |            | Péter Erdõ                                      | 17 maart 1887    |             |
| Santa Maria Regina Mundi a Torre Spaccata                         |            | Orlando Quevedo                                 | 28 juni 1988     |             |
| Santa Maria Regina Pacis a Monte Verde                            |            | Oscar Cantoni                                   | 28 juni 1988     |             |
| Santa Maria Regina Pacis in Ostia mare                            |            | William Goh                                     | 5 maart 1973     |             |
| Santa Maria sopra Minerva                                         |            | António Marto                                   | 24 maart 1567    |             |
| Santi Martiri dell’Uganda a Poggio Ameno                          |            | Peter Okpaleke                                  | 28 juni 1988     |             |
| Natività di Nostro Signore Gesù Cristo a Via Gallia               |            | Audrys Juozas Bačkis                            | 29 april 1969    |             |
| Santi Nereo e Achilleo                                            |            | Celestino Aós Braco                             | 112              |             |
| Santissimo Nome di Maria in Via Latina                            |            | Gaudencio Rosales                               | 25 mei 1985      |             |
| Nostra Signora de La Salette                                      |            | Polycarp Pengo                                  | 29 april 1969    |             |
| Nostra Signora del Santissimo Sacramento e Santi Martiri Canadesi |            | Patrick D’Rozario                               | 5 februari 1968  |             |
| Nostra Signora di Guadalupe a Monte Mario                         |            | Timothy Michael Dolan                           | 29 april 1969    |             |
| Nostra Signora di Guadalupe e San Filippo Martire                 |            | Juan Sandoval Iñiguez                           | 28 juni 1991     |             |
| Sant'Onofrio                                                      |            | vacant sinds 9 december 2015                    | 13 april 1587    |             |
| Sint-Pancratiusbasiliek                                           |            | Antonio Cañizares Llovera                       | 6 juli 1517      |             |
| Santa Paola Romana                                                |            | Soane Patita Paini Mafi                         | 14 februari 2015 |             |
| San Paolo della Croce a Corviale                                  |            | Oswald Gracias                                  | 25 mei 1985      |             |
| San Patrizio                                                      |            | Thomas Christopher Collins                      | 5 februari 1965  |             |
| Santi Pietro e Paolo a Via Ostiense                               |            | Pedro Barreto S.J.                              | 5 februari 1965  |             |
| San Pietro in Montorio                                            |            | James Francis Stafford                          | 13 april 1587    |             |
| San Pietro in Vincoli                                             |            | Donald William Wuerl                            | 500              |             |
| San Pio X alla Balduina                                           |            | Nicolás de Jesús López Rodríguez                | 29 april 1969    |             |
| San Policarpo                                                     |            | Alberto Suárez Inda                             | 14 februari 2015 |             |
| Santa Prassede                                                    |            | Paul Poupard                                    | 112              |             |
| Santa Prisca                                                      |            | Justin Francis Rigali                           | 112              |             |
| Santi Protomartiri a Via Aurelia Antica                           |            | Anthony Poola                                   | 29 april 1969    |             |
| Santa Pudenziana                                                  |            | Thomas Aquino Manyo Maeda                       | 112              |             |
| Santi Quattro Coronati                                            |            | Roger Michael Mahony                            | 600              |             |
| Santi Quirico e Giulitta                                          |            | Seán Baptist Brady                              | 13 april 1587    |             |
| Santissimo Redentore a Valmelaina                                 |            | Ricardo Ezzati Andrello                         | 26 november 1994 |             |
| Santissimo Redentore e Sant'Alfonso in Via Merulana               |            | Vincent Nichols                                 | 30 december 1960 |             |
| Regina Apostolorum                                                |            | John Tong Hon                                   | 5 februari 1965  |             |
| San Roberto Bellarmino                                            |            | Mario Poli                                      | 29 april 1969    |             |
| San Romano Martire                                                |            | Berhaneyesus Souraphiel                         | 14 februari 2015 |             |
| Santa Sabina                                                      |            | vacant sinds 8 augustus 2022                    | 423              |             |
| Santissimo Sacramento a Tor de’ Schiavi                           |            | Gregorio Rosa Chávez                            | 28 juni 2017     |             |
| Preziosissimo Sangue di Nostro Signore Gesù Cristo                |            | John Njue                                       | 24 november 2007 |             |
| San Saturnino                                                     |            | John Onaiyekan                                  | 21 oktober 2003  |             |
| San Sebastiano fuori le Mura                                      |            | Lluís Martínez Sistach                          | 30 december 1960 |             |
| Santi Silvestro e Martino ai Monti                                |            | Kazimierz Nycz                                  | 314              |             |
| San Silvestro in Capite                                           |            | Louis-Marie Ling Mangkhanekhoun                 | 6 juli 1517      |             |
| Santa Silvia                                                      |            | Janis Pujats                                    | 21 februari 2001 |             |
| Santi Simone e Giuda Taddeo a Torre Angela                        |            | Pietro Parolin                                  | 22 februari 2014 |             |
| San Sisto Vecchio                                                 |            | Antoine Kambanda                                | 600              |             |
| Santa Sofia a Via Boccea                                          |            | vacant sinds 31 mei 2017                        | 1985             |             |
| Spirito Santo alla Ferratella                                     |            | Ignatius Suharyo Hardjoatmodjo                  | 28 juni 1988     |             |
| Santo Stefano Rotondo                                             |            | Friedrich Wetter                                | 500              |             |
| Santa Susanna                                                     |            | vacant sinds 19 december 2017                   | 112              |             |
| Santa Teresa al Corso d’Italia                                    |            | Maurice Piat                                    | 5 mei 1962       |             |
| San Timoteo                                                       |            | Arlindo Gomes Furtado                           | 14 februari 2015 |             |
| San Tommaso Apostolo                                              |            | Pierre Nguyên Văn Nhon                          | 14 februari 2015 |             |
| Trasfigurazione di Nostro Signore Gesù Cristo                     |            | vacant sinds 15 april 2024                      | 21 februari 2001 |             |
| Santissima Trinità al Monte Pincio                                |            | Philippe Barbarin                               | 13 april 1587    |             |
| Sant’Ugo                                                          |            | Emmanuel Wamala                                 | 26 november 1994 |             |
| Santi Vitale, Valeria, Gervasio e Protasio                        |            | Adam Joseph Maida                               | 500              |             |
| Santi XII Apostoli                                                |            | Angelo Scola                                    | 112              |             |
| Sant'Egidio                                                       |            | Matteo Zuppi                                    | 5 oktober 2019   |             |
| Santa Maria del Buon Consiglio                                    |            | Augusto Lojudice                                | 28 november 2020 |             |
| San Giuda Taddeo Apostolo                                         |            | Giorgio Marengo I.M.C.                          | 28 november 2020 |             |
| San Vigilio                                                       |            | Jose Advincula                                  | 28 november 2020 |             |